# 水竹乡
水竹乡，是中华人民共和国云南省昭通市永善县下辖的一个乡镇级行政单位。

## 行政区划
水竹乡下辖以下地区：
水竹村、双旋村、沙坪村、黄河村和塘坝村。